# Muge
Muge is een plaats (freguesia) in de Portugese gemeente Salvaterra de Magos en telt 1261 inwoners (2001).